# MY FAVORITE SONGS (田原俊彦のアルバム)
『MY FAVORITE SONGS』（マイ・フェイヴァリット・ソングス）は、田原俊彦のカバー・アルバム。1994年11月18日に、ポニーキャニオン / NAVから発売された。

## 背景
田原自身初となるカバー・アルバムとして発表され、洋楽のカバー5曲（うち1曲は日本語詞）と、オリジナル楽曲3曲で構成されている。
バックミュージシャンに、当時ジンサクとして活動していた神保彰と櫻井哲夫が参加している。

## リリース
1994年11月18日に、ポニーキャニオンのNAVレーベルから発売された。

## 批評
| 専門評論家によるレビュー | 専門評論家によるレビュー |
| レビュー・スコア         | レビュー・スコア         |
| 出典                     | 評価                     |
| ------------------------ | ------------------------ |
| CDジャーナル             | 肯定的                   |

『CDジャーナル』は、「細いノドでリキむあたりが、相変わらずとってもトシちゃん節。歌う姿が想像できます」と肯定的に評価している。

## 収録曲
| 全編曲: 船山基紀。 |                                       |                                                        |                                 |       |
| #                  | タイトル                              | 作詞                                                   | 作曲                            | 時間  |
| 1.                 | 「THE END OF THE WORLD」              | SYLVIA DEE & ARTHUR KENT                               | SYLVIA DEE & ARTHUR KENT        | 3:32  |
| 2.                 | 「TENDER LOVER」                      | - BABYFACE, L. A. REID & P. SMITH - 日本語詞: 蘭かおる | BABYFACE, L. A. REID & P. SMITH | 4:32  |
| 3.                 | 「雪のないクリスマス」(ALBUM VERSION) | ダダ・ジョナサン                                       | UNI                             | 4:40  |
| 4.                 | 「YOU MAKE ME FEEL BRAND NEW」        | THOM BELL & LINDA CREED                                | THOM BELL & LINDA CREED         | 4:58  |
| 5.                 | 「MY GIRL」                           | SMOKEY ROBINSON & R. WHITE                             | SMOKEY ROBINSON & R. WHITE      | 3:20  |
| 6.                 | 「背中合せ 〜BACK TO BACK〜」         | 田辺智沙                                               | 都志見隆                        | 4:51  |
| 7.                 | 「カレイドスコープ」                  | ダダ・ジョナサン                                       | 都志見隆                        | 5:38  |
| 8.                 | 「UNCHAINED MELODY」                  | HY ZARET & ALEX NORTH                                  | HY ZARET & ALEX NORTH           | 4:05  |
| 合計時間:          | 合計時間:                             | 合計時間:                                              | 合計時間:                       | 35:36 |

## 楽曲解説
1. THE END OF THE WORLD
  - アメリカの歌手であるスキータ・デイヴィスが、1962年に発表した楽曲のカバー。
2. TENDER LOVER
  - アメリカのシンガーソングライターであるベイビーフェイスが、1989年に発表した楽曲のカバー。
  - この楽曲のみ、蘭かおるによる訳詞が加えられている。
3. 雪のないクリスマス (ALBUM VERSION)
  - 先行シングルのアルバムヴァージョン。
  - フジテレビ系『おはよう!ナイスデイ』エンディングテーマ[3]
4. YOU MAKE ME FEEL BRAND NEW
  - アメリカの音楽グループであるスタイリスティックスが、1973年に発表した楽曲のカバー。
5. MY GIRL
  - アメリカのコーラス・グループであるテンプテーションズが、1964年に発表した楽曲のカバー。
6. 背中合せ 〜BACK TO BACK〜
  - 新曲。
7. カレイドスコープ
  - 新曲。
8. UNCHAINED MELODY
  - アメリカのオペラ歌手であるトッド・ダンカン（英語版）が、1955年に発表した楽曲のカバー。

## 参加ミュージシャン
- Sound Produced by 船山基紀
- E.Guitar : 増崎孝司
- Keyboards : 島健
- Bass : 櫻井哲夫 by the courtesy of Poldor K. K.
- Drums : 神保彰 by the courtesy of Poldor K. K.
- Duet Vocal on “YOU MAKE ME FEEL BRAND NEW” : MIKI CONWAY
- Baking Vocals : MIKI CONWAY, KIDO YASUHIRO-KIYOSHI HIYAMA-JUNKO HIROTANI